# UniKo
UniKo es una productora audiovisual, ubicada en Bilbao (España), creada en 2009 por Iñigo Gómez e Iván Miñambres, y especializada en publicidad y animación 2D.
Es conocida por haber obtenido más de 400 premios internacionales con sus producciones, entre las que destacan el Gran Premio del Jurado en el Festival Internacional de Animación de Annecy, así como cinco Premios Goya (Unicorn Wars (Alberto Vázquez, 2022), LOOP (Pablo Polledri, 2022), Decorado (Alberto Vázquez, 2016), Birdboy y Psiconautaas (Alberto Vázquez y Pedro Rivero, 2010). 

## Historia
El mismo año de fundarse, UniKo gana el premio Ekin Bilbao a mejor idea empresarial. En 2009 también recibe el premio a Mejor Spot de Elecciones Europeas de la mano de la fundación Martí l'Humà. 
En su trayectoria, UniKo ha coproducido varios cortometrajes dirigidos por Alberto Vázquez, Sangre de unicornio (2013), que fue finalista en los premios Goya, y logró 24 premios internacionales y más de 170 selecciones, y Birdboy (2012), con el que obtuvo el premio Goya al Mejor Cortometraje de Animación y una dilatada trayectoria, obteniendo 46 premios en prestigiosas citas como Foyle, Zinebi o Chicago, entre muchas otras. 
En 2013, UniKo produjo el cortometraje Viaje a pies (Khris Cembe). El proyecto ha logrado más de 10 premios internacionales y ha competido en la sección oficial de festivales tan prestigiosos como Animamundi (Brasil), AISFF (Korea), ReAnimania (Armenia) y Annecy (Francia). 
En 2016 estrenó Decorado (Alberto Vázquez), una coproducción hispano-francesa junto a Autour de Minuit. Decorado se estrenó en la Quincena de Realizadores de Cannes. En 2017 consiguió el premio Goya al Mejor Cortometraje de Animación, que se sumó a los 40 premios y más de 140 selecciones internacionales conseguidos hasta el momento. Un año más tarde, en 2018, consigue hacerse con el Premio Quirino al Mejor Cortometraje de Animación Iberoamericano en su primera edición celebrada en Santa Cruz de Tenerife (España) en el mes de abril. 
Además, también participó en el largometraje Psiconautas, los niños olvidados, dirigido por Pedro Rivero y Alberto Vázquez. Este film, en el que UniKo actuó como producción asociada y lideró las labores de montaje y posproducción, obtuvo el premio al Mejor Largometraje de Animación en la edición de los Premios Goya de 2017. Además, estuvo seleccionado en los European Film Awards y obtuvo más de 15 premios internacionales en su trayectoria por festivales. 
En 2017 produjo el cortometraje de animación Contact, de Alessandro Novelli, que se estrenó en competición oficial en el prestigioso Festival Internacional de Cine de Animación de Annecy.
A lo largo de 2018 UniKo estrenará dos cortometrajes de animación, llamados  La Noche (Martín Romero) y Soy una tumba  (Khris Cembe) ambos premiados con el galardón a Mejor Proyecto Corto de Movistar+ en Cinema Jove y 3DWire respectivamente. Soy una tumba consiguió más de 20 galardones internacionales y estar nominado en los Premios Goya.
En 2020 estrena Homeless Home, convirtiéndose en uno de los dos cortometrajes españoles en conseguir el Gran Premio del Jurado en el Festival Internacional de Animación de Annecy (el otro corto español en conseguirlo fue "La dama en el Umbral" de Jorge Dayas en 2008), y estrenándose en Zinebi a nivel estatal.
Tres de los trabajos de UniKo han sido seleccionados entre los 10 mejores cortometrajes de  2015 y 2017, según el Ministerio de Cultura de España, publicando Viaje a Pies, Sangre de Unicornio y Decorado en el catálogo Shorts from Spain, editado por el ICAA y que reúne los mejores cortometrajes a nivel estatal. 
En 2022 UniKo rebasa la frontera de los 150 premios internacionales con el cortometraje LOOP, y marca un hito en la historia del cine español al ganar dos premios Goya: Mejor Cortometraje de Animación y Mejor Largometraje de Animación. 
En 2023 se estrena su último largometraje de animación El Sueño de la Sultana (Isabel Herguera), siendo galardonada en la 71.ª edición del Festival Internacional de Cine de San Sebastián con el Premio Irizar y el Premio al Mejor Guión Vasco. El film está basado en una libro escrito en 1905 por Rokeya Sakhawat Hossain, que narra una historia utópica feminista. 
Sus producciones han cosechado más de 3.500 selecciones en prestigiosos festivales como Annecy, Berlín, Cannes, Toronto, Clermont-Ferrand, Zinebi, Chicago, Ottawa o Foyle; convirtiéndose en una de las productoras de animación españolas más destacadas. 

## Filmografía
Cine
- Birdboy (Alberto Vázquez y Pedro Rivero, 2010) - Cortometraje de animación
- (d)Efecto (Gotzon Aurrekoetxea, 2011) - Cortometraje
- Decisiones (Iván Miñambres, 2012) - Cortometraje
- Sangre de unicornio (Alberto Vázquez, 2013) - Cortometraje de animación
- Viaje a pies (Khris Cembe, 2015) - Cortometraje de animación
- Psiconautas, los niños olvidados (Alberto Vázquez y Pedro Rivero, 2016) - Largometraje de animación
- Decorado ( Alberto Vázquez, 2016) - Cortometraje de animación
- Contact (Alessandro Novelli, 2017) - Cortometraje de animación
- La Noche (Martín Romero, 2018) - Cortometraje de animación
- Soy una tumba (Khris Cembe, 2018) - Cortometraje de animación
- Homeles Home (Alberto Vázquez, 2020) - Cortometraje de animación
- LOOP (Pablo Polledri, 2021) - Cortometraje de animación
- Unicorn Wars (Alberto Vázquez, 2022) - Largometraje de animación
- El Sueño de la Sultana (Isabel Herguera, 2023) - Largometraje de Animación

## Birdboy (2010)
Cortometraje de animación. 13 minutos.
Producido por UniKo, Abrakam Estudio, Postoma Studio, Cinemar.
Dirección: Pedro Rivero y Alberto Vázquez.
Guion: Alberto Vázquez y Pedro Rivero.
Montaje: Iván Miñambres
Música: Suso Saiz.
Producción ejecutiva: Pedro Rivero y Guillermo Represa.
- Participación en más de 200 festivales internacionales
- Clasificado para los Oscar 2012.

Premios obtenidos:
- Premio Goya al Mejor Cortometraje de Animación 2012
- Mejor Animación, La Pedrera Short Film Festival 2012[4]
- Mejor Cortometraje Gallego, ANIRMAU 2012
- Mejor Cortometraje Nacional. Almería EN CORTO 2011
- Mejor Dirección. Vendôme Film Festival 2011[5]
- Mejor Animación. Euroshorts International Festival[6]
- Joves Professionals. Video jove d'Allella 2011[7]
- Golden Plaquette Animated Cartoon. TOTI Int’l Video Festival 2011
- Unica Medal. Toti Int’l Video Festival 2011
- Mejor Cortometraje Inspirado en el Mundo del Cómic. Filmets Badalona Film Festival 2011[8]
- Best Short Global Warning Competition. Kaohsiung Film Festival 2011[9]
- Animation Special Mention. Kerry Film Festival 2011[10]
- Primer Premio Animación Internacional. Fesancor 2011[11]
- Mejor Cortometraje de Animación. Ciudad de Castellón
- Silver Hugo Best Animated Short Film. Chicago Int’l Film Festival 2011[12]
- Best Foreign Animation Short. Atlanta Underground Film Festival 2011
- Mención Competencia Iberoamericana. Short Shorts México 2011[13]
- Special Mention. Bridge Fest Int’l Film Festival 2011[14]
- Best Animation. Nevada city Film Festival 2011[15]
- Viewer’s Choice Award. California Int’l Animation Festival 2011
- Canal + International Award. Cinema jove Int’l Film Festival 2011
- Mejor Cortometraje de Animación. Festival Caóstica 2011
- Mejor Cortometraje de Animación. Festival de Cans 2011
- Best International Animation. Curtocircuito Int’l Film Festival 2011[16]
- Mejor Pieza Anime. Concurso de Cortos En.piezas 2011
- Mejor Diseño Gráfico. Mostra de Curtas de Sada 2011
- Mejor banda sonora. Mostra de Curtas de Sada 2011
- Mejor Cortometraje de Animación. Mostra de Curtas de Sada 2011
- Mejor Dirección. Muestra de Cine Internacional de Palencia 2011
- Best Fine Art / Experimental Film. Stoke your fires Film Festival 2011[17]
- Animation Award. Barcelona Visual sound 2011[18]
- Premio Videoxín. Certamen de Cortometrajes Zinexín 2010[19]
- Premio al Mejor Guion Vasco. Zinebi– Bilbao Int’l Doc & Shorts Film Festival 2010
- Gran Premio del Cine Vasco. Zinebi – Bilbao Int’l Doc & Shorts Film Festival 2010
- Mejor Animación. Foyle Film Festival 2010

## (d)Efecto (2011)
Cortometraje. 15 minutos.
Producido por: UniKo y OnClick
Guion y Dirección: Gotzon Aurrekoetxea
Música: Rafa Rueda y David González
Montaje: Iñigo Gómez
Producción ejecutiva: Gotzon Aurrekoetxea
Festivales:
- Plasencia en corto[21]
- Prague Short Film Festival[22]
- Shoot Valencia
- Torrelodones[23]
- Certamen de cortmetrajes Angelika[24]
- Alcine 40[25]
- Zinexin
- XIII festival europeo de Reus (no a concurso)
- Redondela en corto Muestra de jóvenes realizadores
- Festival de cort metrage Clermont Ferrand (no a concurso)
- Fant